# 1033

## Esdeveniments

### Països Catalans
- Se celebra el casament entre Guerau I de Cabrera, senyor de Cabrera i Ermessenda de Montsoriu, vescomtessa de Girona.

### Món
- 2 de febrer - Vaud: Conrad II, emperador del Sacre Imperi Romanogermànic esdevé rei de Burgúndia.
- 27 de juny - Europa: eclipsi solar.

## Naixements
- abril - Lleó, regne de Lleó: Urraca de Lleó, infanta, filla de Ferran I de Lleó (m.1101).
- Aosta: Anselm de Canterbury (o 1034), filòsof, teòleg i sant per a les esglésies catòliques, luteranes i anglicanes (m.1109).
- Xina: Cheng Yi, filòsof (m.1107).

## Defuncions

### Països Catalans
- València, Taifa de València: Ibn Al-Thahabi, enciclopedista, químic i metge àrab.

### Món
- 22 de maig: Frederic II de Lorena, comte de Bar i duc de l'Alta Lotaríngia.
- Balduí II de Boulogne, comte de Boulogne.
- Melchisedec I, primat de l'Església Ortodoxa Georgiana.
- Rhydderch ab Iestyn, rei gal·lès.
- Tryggvi el Pretendent, cabdill viking.